# Герман Кайзер (підводник)
Герман Кайзер (нім. Hermann Kaiser; 9 березня 1907, Берлін — 1 березня 1991) — німецький льотчик і офіцер-підводник, фрегаттен-капітан крігсмаріне.

## Біографія
1 квітня 1925 року вступив на флот. 1 жовтня 1936 року відряджений в морську авіацію. З 22 листопада 1940 року — 2-й офіцер (квартирмейстер) Генштабу 9-го повітряного корпусу. З 15 квітня 1941 по вересень 1942 року — командир 126-ї розвідувальної групи, з 8 жовтня 1942 року — 1-ї навчальної групи 506-ї великої групи берегової авіації, з 16 серпня 1943 по 5 січня 1944 року — офіцер зв'язку училища морської авіації в штабі командування групи ВМС «Північ».
З 7 січня по 20 травня 1944 року пройшов курс підводника, 21-31 травня — курс кермування, з 1 червня по 16 липня — курс командира підводного човна, після чого був направлений на будівництво підводного човна U-3002. З 25 вересня 1944 року — командир U-3002. 2 травня 1945 року наказав затопити човен в рамках операції «Регенбоген». 8 травня 1945 року взятий в полон британськими військами.

## Звання
- Кандидат в офіцери (1 квітня 1925)
- Морський кадет (16 листопада 1925)
- Фенріх-цур-зее (1 квітня 1927)
- Оберфенріх-цур-зее (1 червня 1928)
- Лейтенант-цур-зее (1 жовтня 1929)
- Оберлейтенант-цур-зее (1 липня 1931)
- Капітан-лейтенант (1 жовтня 1935)
- Майор люфтваффе (1 листопада 1939)
- Оберстлейтенант люфтваффе (1 серпня 1942)
- Фрегаттен-капітан (1 листопада 1943)

## Нагороди
- Медаль «За вислугу років у Вермахті» 4-го і 3-го класу (12 років)
- Комбінований Знак Пілот-Спостерігач (1939)
- Залізний хрест
  - 2-го класу (1939)
  - 1-го класу (1940)
- Авіаційна планка розвідника в бронзі (1940)